# Julie Bergmann
Julie Bergmann (* 14. September 1843 in Lemberg; † 24. Mai 1894 in Berlin) war eine deutsche Theaterschauspielerin.

## Leben
Bergmann, die Tochter des Schauspielerehepaares Emanuel Bergmann (1811–1887) und Marie Hoffmann († 1878 in Berlin), wagte ihren ersten Bühnenversuch in Prag (1858), wo ihr Vater für Väterrollen engagiert war. Sie debütierte daselbst als Köchin in den Dienstboten. 1860 kam sie nach Arad, 1861 nach Magdeburg und 1862 ans Hoftheater in Berlin, wo sie als Louise zum ersten Mal auftrat und bis zu ihrem Tode dort in angesehener Stellung wirkte. 1878 ging sie in das Fach der komischen Alten über.
Auch ihr Bruder Max Bergmann († 4. September 1881) war Theaterschauspieler und -agent.